# ニコラス・フィガル
ニコラス・フィガル（Nicolás Figal、1994年4月3日 - ）は、アルゼンチン出身のサッカー選手。ボカ・ジュニアーズ所属。ポジションはDF。

## クラブ経歴
2014年からCAインデペンディエンテでキャリアをスタート。5月4日、CAヒムナシア・イ・エスグリマ・デ・フフイ戦でプロデビューを果たした。
2016年2月、クラブ・オリンポにレンタル移籍。4月4日のロサリオ・セントラル戦でプロ初ゴールを決めた。
2020年1月30日、メジャーリーグサッカーのインテル・マイアミCFに加入。

## 代表歴
2019年8月、リオネル・スカローニ代表監督から、9月にアメリカで開催されるチリ代表とメキシコ代表との親善試合に向けて代表初招集を受けた。

## ドーピング
2017年9月14日、尿検査でドーピングの陽性反応が出たため、9ヶ月間サッカーを禁止された。プレー禁止期間は日付をさかのぼって設定されたため、ドーピング発覚から6か月後の2018年1月4日までとなる。2018年1月24日のロサリオ・セントラル戦で復帰を果たした。

## タイトル

### クラブ
CAインデペンディエンテ
- コパ・スダメリカーナ: 2017
- スルガ銀行チャンピオンシップ: 2018